# Pierre Berthoud
Pierre Berthoud (né en 1947), de nationalité suisse, est professeur d'Ancien Testament et d'apologétique à la faculté libre de théologie réformée d'Aix-en-Provence. Il a également été le doyen de cette faculté.

## Carrière
Il a enseigné les langues bibliques au séminaire évangélique de Vaux-sur-Seine (1969-1971). De 1971 à 1975, il a travaillé avec le Dr. Francis A. Schaeffer, chef du centre d'étude, l’Abri Fellowship à Huémoz en Suisse. Il a participé à la traduction en français de plusieurs livres de P. Schaeffer. En 1975, il est devenu professeur d'Ancien Testament au séminaire réformé d'Aix-en-Provence (maintenant Faculté Jean Calvin).

## Publications

### Livres
Par ordre chronologique :
- (Avec Alain-Georges Martin et Antoine Schluchter), Islam et christianisme en dialogue paisible, Kerygma, coll. Étincelles, 2002
- (Paul Wells, dir.), Bible et sexualité, Excelsis - Kerygma, coll. Terre nouvelle, 2005, 160 p.
- En quête des origines. Les premières étapes de l'histoire de la Révélation : Genèse 1 à 11, Aixcursus, Aix-en-Provence/Charols, Kerygma/Excelsis, 2008
- (Avec Paul Wells, dir.), Sacrifice et expiation, Excelsis - Kerygma, 2008, 200 p.
- (Avec Paul Wells, dir.), Origine, ordre et intelligence,  Excelsis – Kerygma, coll. Aiguillages théologiques, 2010, 238 p.
- (Contribution) Le Grand Dictionnaire de la Bible, Excelsis, 2010, 1808 p.

### Articles
Pierre Berthoud a publié plusieurs articles dans La Revue Réformée.